# Franco Catarozzi
Franco Catarozzi Parafita (Montevideo, 2 aprile 2000) è un calciatore uruguaiano, centrocampista del Nacional in prestito dal Montevideo City Torque.

## Caratteristiche tecniche
È un centrocampista centrale.

## Carriera
Cresciuto nel settore giovanile del Montevideo City Torque, debutta in prima squadra il 4 febbraio 2021 in occasione dell'incontro di Primera División Profesional pareggiato 0-0 contro il Defensor Sporting.

## Statistiche
Statistiche aggiornate all'8 marzo 2021.

### Presenze e reti nei club
| Stagione        | Squadra                | Campionato      | Campionato | Campionato | Coppe nazionali | Coppe nazionali | Coppe nazionali | Coppe continentali | Coppe continentali | Coppe continentali | Altre coppe | Altre coppe | Altre coppe | Totale | Totale | Totale |
| Stagione        | Squadra                | Comp            | Pres       | Reti       | Comp            | Pres            | Reti            | Comp               | Pres               | Reti               | Comp        | Pres        | Reti        | Pres   | Reti   |        |
| --------------- | ---------------------- | --------------- | ---------- | ---------- | --------------- | --------------- | --------------- | ------------------ | ------------------ | ------------------ | ----------- | ----------- | ----------- | ------ | ------ | ------ |
| 2020            | Montevideo City Torque | PD              | 5          | 0          |                 | -               | -               |                    | -                  | -                  |             | -           | -           | 5      | 0      |        |
| Totale carriera | Totale carriera        | Totale carriera | 5          | 0          |                 | -               | -               |                    | -                  | -                  |             | -           | -           | 5      | 0      |        |

## Palmarès
- Supercopa Uruguaya: 1

Nacional: 2025